# Jürgen Gerlach (Ingenieur)

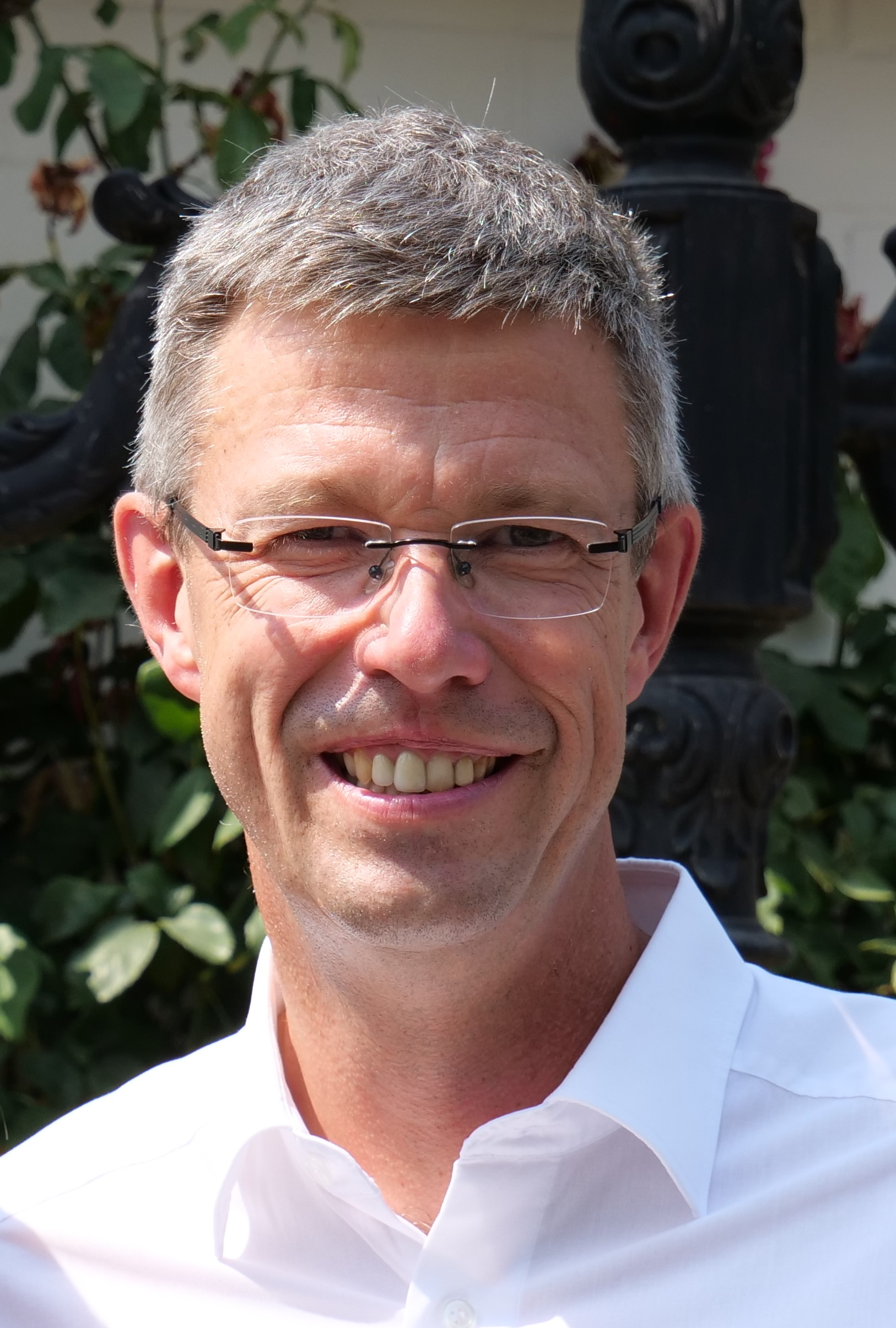
Jürgen Gerlach (2018)

Jürgen Gerlach  (* 11. Juli 1963 in Iserlohn) ist ein deutscher Bauingenieur und Verkehrsplaner. Er ist Universitätsprofessor an der Bergischen Universität Wuppertal und Leiter des Lehr- und Forschungsgebietes für Straßenverkehrsplanung und Straßenverkehrstechnik im Fachzentrum Verkehr der Fakultät für Architektur und Bauingenieurwesen.

## Biografie
Gerlach absolvierte von 1983 bis 1987 sein Studium des Bauingenieurwesens an der Bergischen Universität Wuppertal. Seine Diplomarbeit behandelte die Abwicklung des Besucherverkehrs bei Olympischen Spielen für die Olympiabewerbung Hamburgs 2004. Er begleitete weiterhin als Projektleiter und beratender Ingenieur die Olympiabewerbung bei der Ingenieurgemeinschaft Stolz in Kaarst, deren geschäftsführender Gesellschafter des Büros für Verkehrsplanung und Verkehrstechnik er 1995 wurde und wo er während seiner 11-jährigen Tätigkeit über 200 Projekte im Auftrag des Bundesverkehrsministeriums sowie von Landesverkehrsministerien und Kommunen bearbeitete.
1995 erfolgte seine Promotion zum Thema „Ein Beitrag zur Verkehrsnetzgestaltung unter umweltorientierten Gesichtspunkten“ an der Universität Wuppertal. Nach Lehraufträgen an verschiedenen Universitäten folgte er 1999 dem Ruf als Professor an die Universität Wuppertal. Dort initiierte und konzipierte er den 2009 erstmals deutschlandweit akkreditierten Bachelor- und Master-Studiengang Verkehrswirtschaftsingenieurwesen als Ergänzung der etablierten Verkehrsausbildung im Bauingenieurwesen.
Zudem leitet Gerlach Kongresse und Seminare und hält weltweit Vorträge. Dies unter anderem im Rahmen des Weltstraßenkongresses des internationalen Verbandes PIARC, des Deutschen Straßen- und Verkehrskongresses der Forschungsgesellschaft für Straßen- und Verkehrswesen (FGSV) sowie Veranstaltungen des Zukunftsnetzes Mobilität NRW und des Vhw Bundesverbandes für Wohnen und Stadtentwicklung. Außerdem moderiert er jährlich das Symposium „Sicherheit von Straßen“, das vom FGSV, der BaSt, dem Deutschen Verkehrssicherheitsrat sowie den Universitäten Weimar und Wuppertal veranstaltet wird.
Von 2016 bis 2020 war er Sachverständiger im Loveparade-Verfahren und erstellte ein umfassendes Gutachten zum Unglück bei der Loveparade 2010, das als „Fachliche Aufbereitung von Ursachen der tragischen Ereignisse bei der Loveparade Duisburg 2010“ auszugsweise von ihm veröffentlicht wurde.
Gerlach ist Mitglied in verschiedenen Ausschüssen der Forschungsgesellschaft für Straßen- und Verkehrswesen. Er ist außerdem Initiator des Deutschen Fußverkehrskongresses und engagiert sich in der Unterstützung von Vereinigungen, die zu einer nachhaltigen, umweltfreundlichen und sicheren Mobilität beitragen.
Er ist Schriftleiter der Zeitschrift für Verkehrssicherheit und wissenschaftlicher Beirat der Zeitschrift Straßenverkehrstechnik. Neben Veröffentlichungen in Fachzeitschriften und Konferenzberichten war Gerlach auch als Autor an Büchern beteiligt.

## Forschungsschwerpunkte
Gerlachs Forschungsschwerpunkte liegen in der Gestaltung und Bemessung von Verkehrsanlagen, der Straßenverkehrssicherheit, der Sicherheit bei (Groß-)Veranstaltungen, der Barrierefreiheit, Mobilität und Sicherheit von Kindern und älteren Menschen, der Netzgestaltung und Netzkategorisierung sowie der Umweltverträglichkeit.

## Auszeichnungen
- 1991 Preisträger der VDA-Ideenkonkurrenz „Die Stadt von Morgen – Planen für den Menschen“ mit dem Thema „Parken in Stadtgebieten“
- 2000 Auszeichnung mit der Max-Erich-Feuchtinger/Bruno-Wehner-Denkmünze für hervorragende wissenschaftlich-theoretische sowie praktische Arbeiten auf dem Gebiet der Planung, des Entwurfs und des Betriebs von Stadt- und Landstraßen
- 2004 Ehrennadel des Jungen Forums der Deutschen Verkehrswissenschaftlichen Gesellschaft
- 2006 Lehrpreis der Bergischen Universität Wuppertal
- 2010 Ehrennadel der Forschungsgesellschaft für Straßen- und Verkehrswesen